# 2876 Aeschylus
A 2876 Aeschylus (ideiglenes jelöléssel 6558 P-L) a Naprendszer kisbolygóövében található aszteroida. Cornelis Johannes van Houten,  Ingrid van Houten-Groeneveld,  Tom Gehrels fedezte fel 1960. szeptember 24-én.